# Karangmulya (Jamanis)
Karangmulya is een bestuurslaag in het regentschap Tasikmalaya van de provincie West-Java, Indonesië. Karangmulya telt 5887 inwoners (volkstelling 2010).